# قورباغه پلنگی چیریکاهوآ
قورباغه پلنگی چیریکاهوآ (نام علمی: Lithobates chiricahuensis) نام یک گونه از تیره قورباغه‌های اصلی است.